# 123-я истребительная авиационная эскадрилья
123-я истребительная авиационная эскадрилья (сербохорв. 123. lovačka avijacijska eskadrila / 123. ловачка авијацијска ескадрила) — авиационная эскадрилья военно-воздушных сил и войск ПВО СФРЮ.

## История
Образована в Скопье в 1961 году. Базировалась на аэродроме Скопски-Петровац, входила в состав 94-го истребительного авиационного полка. Была оснащена американскими истребителями F-86 Sabre. После расформирования полка в 1964 году вошла в состав 1-го авиационного корпуса, в 1965 году переведена в состав 98-го полка. С 8 июня 1968 года выведена из состава полка, на её основе формировался 83-й истребительный авиационный полк, укомплектованный F-86 Sabre из Загреба. В 1971 году переведена в Приштину, где на её вооружение поступили советские сверхзвуковые истребители МиГ-21. В 1979 году оснащена истребителями МиГ-21МФ (Л-15 в Югославии), в 1983 — МиГ-21Бис (Л-17).